# Малюр-м'якохвіст блідий
Малюр-м'якохвіст блідий (Stipiturus mallee) — вид горобцеподібних птахів з родини малюрових (Maluridae).

## Поширення
Ендемік Австралії. Поширений на північному заході Вікторії та південному сході Південної Австралії. Мешкає в лісистих регіонах з густим підліском з Spinifex.

## Опис
Дрібний птах, завдовжки до 16,5 см. У самця верхня частина тіла оливково-коричнева з темними прожилками. Верх голови блідо-рудий, крила сіро-коричневі. Горло, верхня частина грудей та вушна область блакитні. Хвіст довший за тіло і складається з шести ниткоподібних пір'їн, з яких два центральних пера довші за бічні. Дзьоб чорний, а ноги та очі коричневі. У самиці відсутнє блакитне оперення, а її дзьоб блідо-коричневий.

## Спосіб життя
У сезон розмноження трапляється парами, поза сезоном — невеликими зграями до 8 птахів. Харчується комахами, рідше насінням. Сезон розмноження — з вересня по листопад. Будівництвом гнізда та насиджуванням яєць займається самиця. Гніздо закрите, куполоподібне, з вхідним отвором збоку, розташовується у купині трави. Кладка складається з 3 яєць.